# Beaucarnea guatemalensis
Beaucarnea guatemalensis es una especie de planta perteneciente a la familia de las asparagáceas.

## Descripción
Es un árbol que alcanza un tamaño de 6–12 m de alto, ramificado, con el tronco agrandado en la base. Las hojas son lineares, de hasta 100 cm de largo y 1.5–3 cm de ancho, los márgenes delgadamente coriáceos, lisas a ligeramente ásperas al tacto. La inflorescencia en forma de panícula ovoide, de 75–100 cm de largo, muy ramificada, con ramas hasta 30 cm de largo, glabras, flores cortamente pediceladas y dispuestas en fascículos en las axilas de brácteas y bractéolas, brácteas lanceoladas, 15 cm de largo, firmes, bractéolas ampliamente lanceoladas, 10–15 cm de largo, papiráceas; tépalos hasta 3 mm de largo, agudos, enteros, libres; estambres unidos a la base de los tépalos en las flores masculinas; ovario súpero, sésil, 1-locular. Fruto seco, elíptico a obovado, trígono, 15–18 mm de largo y 13–15 mm de ancho, emarginado en el ápice y en la base; semillas algo trilobadas, 5 mm de diámetro, lisas a ásperas.

## Distribución y hábitat
Se encuentra en áreas perturbadas, a una altitud de 800 metros en Guatemala y Nicaragua.

## Taxonomía
Beaucarnea guatemalensis fue descrita por Joseph Nelson Rose y publicado en Contributions from the United States National Herbarium 10: 88, f. 1, en el año 1906.
Sinonimia
- Nolina guatemalensis (Rose) Cif. & Giacom.[3]